# 바나흐-타르스키 역설

공을 유한 개의 조각으로 잘라 공 두 개로 만들 수 있다.

바나흐-타르스키 역설(영어: Banach–Tarski paradox)은 집합론 기하학의 정리 중 하나로, 3차원 상의 공을 유한 개의 조각으로 잘라서, 변형 없이 순수 공간이동만으로 재조합하면 원래 공과 같은 부피를 갖는 공 두 개를 만들 수 있다는 정리이다. 이 정리는 최소 5개 조각으로 만드는 것이 가능하다. 스테판 바나흐와 알프레트 타르스키에 의해 선택 공리를 추가한 체르멜로-프렝켈 집합론에서 증명되었다. 이 때 공을 유한 개의 부분집합으로 분할할 때의 각 부분집합은 르베그 비가측 집합이다.
이 정리의 강력한 형태는 큰 공과 작은 공과 같은 적당한 두 단단한 물체 중 하나를 적당한 조각으로 잘라서 다른 물체로 재조립할 수 있다는 정리이다. 이를 영미권에서는 종종 "완두콩을 잘개 썰어 재조립하면 태양을 만들 수 있다"라고 인용하기 때문에 완두콩과 태양 역설(pea and the Sun paradox)이라고 부르기도 한다.
바나흐-타르스키 정리가 "역설"이라고 불리는 이유는 기본적으로 기하학적 직관과는 어긋나는 결과이기 때문이다. 공을 변형하거나, 늘어나게 하거나 새로운 점을 더하지 않은 채 오직 여러 조각으로 쪼갠 후 회전 및 평행 이동만을 통해 "공을 두배로 만드게 하는 것"은 부피를 그대로 유지한 채 시행하라고 들리기 때문에 일견 불가능하게 들린다. 회전과 이동이 부피를 보존한다는 직관은 수학적으로 어긋나지 않으며 고전적인 부피의 개념에도 합당하다. 하지만 바나흐-타르스키 정리의 경우에는 자를 때 하위 집합, 즉 각 조각의 부피를 정의할 수 없으므로 고전적인 부피의 정의를 적용할 수 없다. 이 경우 재조립 시 '부피'라고 말하는 값이 늘어나서 조립하기 전과 후의 '부피'가 달라지는 경우가 발생한다.
이 역설의 결과를 증명할 때에는 선택 공리가 반드시 필요하다. 선택공리가 없을 경우(체르멜로-프렝켈 집합론)나, 선택 공리 대신 의존적 선택 공리를 사용할 경우 정리가 성립하지 않는다.

## 바나흐-타르스키의 원래 발표
1924년 스테판 바나흐와 알프레트 타르스키는 공동 논문에서 주세페 비탈리의 단위간격에 대한 비탈리 집합 연구 및 펠릭스 하우스도르프의 구의 역설적인 분해 연구를 바탕으로 일련의 역설적 분해(paradoxical decomposition)를 구성하고 다양한 차원에서 유클리드 공간의 부분집합 분해에 대한 질문을 논의했다. 여기서 이 둘은 좀 더 강력한 형태인 강한 바나흐-타르스키 역설을 다음과 같이 제시하였다.
최소 3차원 이상의 유클리드 공간에 있는 임의의 두 유계 부분집합 A와 B가 둘 모두가 비어있지 않은 내부를 가지고 있으면, A와 B 둘을 유한한 서로소 부분집합 {\displaystyle A=A_{1}\cup \cdots \cup A_{k}}, {\displaystyle B=B_{1}\cup \cdots \cup B_{k}} (k는 임의의 정수)로 분해할 때, 1과 k 사이 임의의 (정수) i에 대하여 Ai와 Bi 두 집합은 합동이다.
여기서 A는 원래의 구, B는 원래의 구에서 적절한 변환을 통해 2개가 된 구의 합집합이다. 즉 위 말에 따르면 원래의 구 A를 유한 개의 조각으로 자른 후 회전 및 평행이동을 통해 B 전체집합으로 바꿀 수 있으며 B는 A 구 2개가 들어있는 형태이다.
강한 바나흐-타르스키 역설은 1, 2차원에서 거짓임이 드러났으나, 바나흐와 타르스키는 가산 가능한 많은 부분집합이 허용될 경우 비슷한 논제가 참이라는 것을 증명하였다. 1, 2차원에서의 논제의 참 여부와 3차원 이상에서 논제의 참 여부가 달라지는 이유는 고차원에서는 n = 1, 2의 가해군에 n ≥ 3 이상에서 2개 계수를 가진 자유군을 포함하여 유클리드 이동 E(n)의 구조가 더 풍부해지기 때문이다. 수학자 존 폰 노이만은 "역설적인 분해"를 가능하게 만드는 등가군의 특성을 연구하고 종순군에 대한 개념을 도입하였다. 또한 폰 노이만은 일반적인 기하학적 합동 대신 아핀 변환을 이용한 공간에서 바나흐-타르스키 역설의 한 형태가 나옴을 발견하였다.
알프레트 타르스키는 종순군은 "역설적인 분해"가 존재하지 않는 군임을 증명했다. 바나흐-타르스키 역설에서는 자유 부분군만 필요하기 때문에 오랫동안 풀리지 않은 폰 노이만 추측이 이 역설에서 나왔다.

## 같이 보기
- 폰 노이만 역설
- 폰 노이만 추측

## 참고 문헌
- Banach, Stefan; Tarski, Alfred (1924). Review at JFM. “Sur la décomposition des ensembles de points en parties respectivement congruentes” (PDF). 《Fundamenta Mathematicae》 6: 244–277.
- Churkin, V. A. (2010). “A continuous version of the Hausdorff–Banach–Tarski paradox”. 《Algebra and Logic》 49 (1): 91–98. doi:10.1007/s10469-010-9080-y.
- Edward Kasner & James Newman (1940) Mathematics and the Imagination, pp 205–7, Simon & Schuster.
- Kuro5hin. “Layman's Guide to the Banach–Tarski Paradox”.
- Stromberg, Karl (March 1979). “The Banach–Tarski paradox”. 《The American Mathematical Monthly》 (Mathematical Association of America) 86 (3): 151–161. doi:10.2307/2321514. JSTOR 2321514.
- Su, Francis E. “The Banach–Tarski Paradox” (PDF). 2006년 6월 2일에 원본 문서 (PDF)에서 보존된 문서. 2016년 5월 27일에 확인함.
- von Neumann, John (1929). “Zur allgemeinen Theorie des Masses” (PDF). 《Fundamenta Mathematicae》 13: 73–116.
- Wagon, Stan (1994). 《The Banach–Tarski Paradox》. Cambridge: Cambridge University Press. ISBN 0-521-45704-1.
- Wapner, Leonard M. (2005). 《The Pea and the Sun: A Mathematical Paradox》. Wellesley, Mass.: A.K. Peters. ISBN 1-56881-213-2.